# Personnages de Destination finale

Les personnages de Destination finale figurant ici sont ceux de la série de films portant ce nom.

## Destination finale

### Clear Rivers

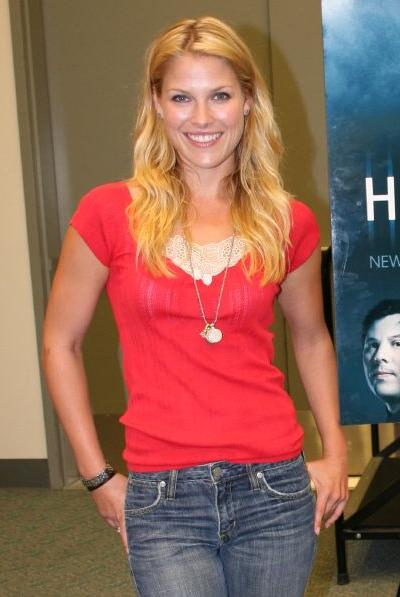
Ali Larter, qui tient le rôle de Clear Rivers.

Clear Rivers est l'un des personnages principaux apparaissant dans Destination finale. Elle a été créée par James Wong en 2000 et est incarnée par l'actrice américaine Ali Larter.

#### Histoire
Clear Rivers est une jeune adolescente. Elle est l'une des survivantes du vol 180 et la seule survivante du premier film. Elle était la petite amie d'Alex Browning, le jeune homme ayant eu la vision de l'explosion du vol 180.
Un an après la catastrophe du vol 180, une jeune femme, Kimberly Corman, a eu une vision sur un terrible accident. Elle retrouve donc la seule survivante de ce vol, Clear, qui est dans un asile psychiatrique. Kimberly lui demande de l'aide. Elle refuse mais finit par accepter. Elle meurt en même temps qu'Eugène lors de l'explosion d'une chambre d'hôpital.

#### Apparence et caractère
Clear change totalement entre Destination finale et Destination finale 2. Dans le premier opus, elle est représentée comme une fille intelligente, timide et naïve. Dans le deuxième volet, elle est représentée comme une personne très forte et mesquine. Cela doit provenir de la terrible expérience qu'elle a vécu précédemment et de l'atroce mort d'Alex.
Autre différence, dans Destination finale, elle a des cheveux bruns / châtain clair et s'habille comme une surdouée alors que dans Destination finale 2, elle est blonde à la peau très pâle et s'habille très à la mode.
À noter qu'elle apparaît déjà blonde à la fin du premier volet.

#### Intrigue
- Presque toutes les fois où Clear a failli se faire tuer (et a été finalement tuée), la mort était une explosion (comme le vol 180).
- Dans Destination finale 4, la piscine dans laquelle meurt Hunt se nomme Clear Rivers.
- Clear Rivers veut dire Rivière Limpide en français.
- Clear aurait dû apparaître dans Destination finale 3 mais en raison de fortes incohérences, Ali Larter a dû signer pour faire définitivement mourir son personnage.

### Alexander Chance Browning
Alexander Chance Browning est le héros du premier Destination finale joué par Devon Sawa. 

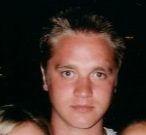
L'acteur Devon Sawa, le deuxième en partant de la gauche

#### Histoire
Alexander Chance Browning (dit Alex) est le personnage principal du premier Destination finale, la mort avait prévu de le tuer lui et quatre autres étudiants sur le vol 180. Ce dernier a une vision et survit. Durant le film Alex a l’impression d'être coupable de l'accident. Il apprend en fait que c'était la mort qui le traquait. Il tente de sauver les survivants mais sans succès. Au cours du film, il tombe amoureux de Clear Rivers. Il a de très mauvaises relations avec Carter. À la fin du film, alors qu'il pensait avoir vaincu la mort, lui, Clear et Carter vont à Paris, mais Carter est tué par un panneau publicitaire.

#### Deux mois plus tard
Après la mort de Carter, Alex est devenu paranoïaque et est resté chez lui pendant 2 mois. Un jour, Clear réussit à le faire sortir de chez lui. Pendant leur balade, ces derniers passent près d'un chantier, une pierre tombe du bâtiment et lui fracasse la tête, le tuant instantanément sous les yeux de Clear horrifiée. La mort d'Alex n'a jamais été tournée, mais incluse au scénario et découverte par Kimberly Corman dans le deuxième opus.

#### Intrigues
- Dans le script original, Alex devait mourir à la fin de Destination Finale et Clear aurait dû être enceinte de lui.
- À l'origine, Alex aurait dû être dans Destination finale 2 mais l'acteur n'était pas intéressé.
- Depuis Destination Finale, Alex fait diverses apparitions dans les autres volets : Destination finale 2 (apparaît sur plusieurs photos dont l'une en tant que cadavre), Destination finale 3 (brièvement mentionné), Destination finale 4 (brève allusion), Destination finale 5 (très courte apparition à la fin du film, vivant).

## Destination finale 2

### Kimberly Corman

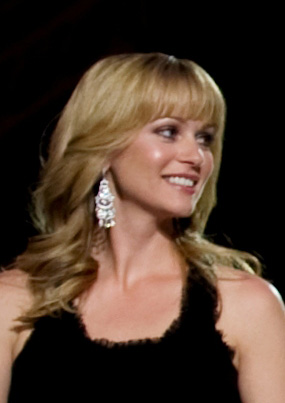
L'actrice Andrea Joy Cook

Kimberly Corman est le personnage principal de Destination finale 2. Elle est incarnée par l'actrice canadienne Andrea Joy Cook. 

### Prémonition
Alors qu'elle est en train de rouler sur l'autoroute 23, à la borne 180, Kimberly a la vision d'un carambolage. À la fin de sa transe, Kimberly barre la route afin d'empêcher la catastrophe. Elle ne parvient qu'à sauver les personnes qu'elle voyait mourir dans sa vision : Evan Lewis, Eugène Dix, Kat Jennings, Nora Carpenter et son fils Tim, Rory Peters et l'agent Burke. Kimberly ne parvient pas à empêcher la mort de ses amis qui l'accompagnaient.

### Tentatives d'empêcher la disparition des survivants
Dépassée par les évènements, Kimberly demande de l'aide à Clear Rivers, survivante du vol 180. Entre-temps, Evan Lewis est mort ainsi que le fils de Nora Carpenter. Kimberly, Clear et l'agent Burke rassemblent les survivants et tentent d'enrayer le plan de la mort. Après une visite chez le croque-mort qui semble tout savoir sur la Mort, le trio déduit qu'il faut permettre la naissance du bébé d'une femme qui était censée mourir dans le carambolage. Seulement, Nora meurt décapitée par un ascenseur et sur le chemin vers l'hôpital, Kat et Rory sont tués tandis qu'Eugène est blessé. Le bébé naît mais par le biais d'une vision, Kimberly comprend que de toute façon la mère du bébé ne mourrait pas dans le carambolage. Avant de se rendre compte que la naissance du bébé ne change rien, une explosion tue Clear et Eugène. Kimberly comprend que "seule une nouvelle vie vaincra la mort". Kimberly se jette dans le lac, son cœur s'arrête mais est relancé, ce qui arrête la mort.

### Plusieurs mois plus tard
Kimberly dîne avec son père et l'agent Burke chez une famille qu'ils ont rencontrée à la mort de Kat et Rory. Les parents expliquent qu'alors que leur fils allait se faire écraser par une ambulance le jour de l'accident, Rory l'a sauvé in-extremis. Elle comprend que le garçon fait partie de la liste de la Mort. Avant qu'elle puisse réagir, le barbecue explose, tuant le garçon.

### Mort
Dans une fin alternative de Destination finale 3, un article de journal raconte la mort de Kimberly, ainsi que celle de l'agent Burke. Apparemment, ils auraient été broyés dans une machine après qu'un bus fut rentré dans une boutique. Il y a également une allusion à la fin de Destination finale 4 puisqu'un camion entre dans un café, tuant Nick O'Bannon, sa copine Lorie Milligan et leur ami Janet Cunningham.

## Destination finale 3

### Wendy Christensen

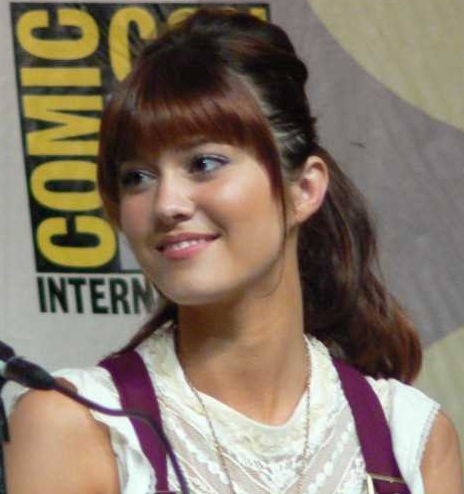
Mary Elizabeth Winstead, qui interprète le rôle de Wendy Christensen.

Wendy Christensen est l'héroïne de Destination finale 3, interprétée par l'actrice américaine Mary Elizabeth Winstead. 

#### Description physique
Wendy a les cheveux longs, châtain clair, et a les yeux caramels.
Elle fait partie des personnages les plus populaires et les plus légendaires de la saga que le personnage ayant deux visions dans le film, dont une au sujet de l'accident des montagnes russes au début du film et une pour l'accident du métro à la fin du film.

#### Vie privée
Wendy a une sœur, Julie. Sa grand-mère est décédée. Sa meilleure amie est Carrie Dreyer et son petit ami Jason Wise.
Elle fut la photographe pour l'album de son lycée. Elle n'est pas amie avec Kevin Fischer au début du film mais au fur et à mesure du film, elle devient de plus en plus amie avec lui. Elle a une sorte de mauvais caractère au début du film, (surtout envers Kevin, qu'elle n'aimait pas vraiment au début de l'histoire à cause de la personnalité de ce dernier), le fait de devoir lutter contre la mort va affecter sa personnalité. Elle va au lycée "McKinley" avec Jason Wise, Carrie Dreyer, Kevin Fischer, Ian McKinley, Erin Ulmer, Perry Malinowski, Lewis Romero, Ashley Freund et Ashlyn Halperin.

#### Destination finale 3
Un soir, avec Jason, Carrie et Kevin, à la fête foraine, elle va avec eux sur le manège du diable, un parcours de montagnes russes, de même que plusieurs des lycéens qu'elle a rencontrés au fur et à mesure de la soirée.
Elle a alors une vision du crash des montagnes russes. Dans la vision, Jason et Carrie étaient à côté ; venaient plusieurs étudiants ; après Ashley et Ashlyn avec derrière Frankie Cheeks ; Lewis ; Ian et Erin ; deux personnes inconnues et finalement, elle et Kevin côte-à-côte.
Dans la vision, les premiers wagons se détachent, tuant Jason, Carrie, Ashley, Ashlyn et Frankie. Lewis meurt en tombant de son siège. Quand le train s'arrête au-dessus du vide, Ian et Erin tombent, suivis par les deux personnes inconnues. En faisant redescendre le wagon, Kevin se fait couper en deux par une lame de métal et finalement, Wendy chute et meurt.
Quand elle se réveille, elle s'en va en faisant partir toutes les personnes à part quelques étudiants ainsi que Jason et Carrie, malgré les supplications de Jason, s'inquiétant pour sa copine. À la sortie, Wendy et Kevin assistent, impuissants, au crash des montagnes russes.
Plusieurs jours après, Wendy refuse d'aller avec Ashley et Ashlyn au salon de bronzage mais les appelle alors qu'elles meurent brûlées vives. Après plusieurs recherches, Wendy comprend que sur les photos qu'elle a prises lors de la soirée, il y a des indices sur la nature des morts et que la Mort traque les survivants du manège.
Elle parle à Kevin de sa théorie et ils assistent à la mort de Frankie, alors qu'ils commençaient à étudier les photos.
Wendy va avec Kevin au camp d'entraînement où s'entraîne Lewis. Ils lui expliquent mais il ne les croit pas et finit par mourir, la tête explosée entre deux poids.
Wendy part ensuite avec Kevin prévenir Ian et Erin dans le magasin de bricolage où ils travaillent. Une chute de morceaux de bois se déclenche, pour tuer Ian. Wendy le sauve en intervenant mais avant qu'elle n'ait le temps de réagir, la Mort se dévie sur Erin. Un morceau de bois perce un sac rempli de poudre qui éclabousse Erin. Cette dernière glisse en arrière et se fait transpercer le crâne par un pistolet à clous, sous les yeux de Wendy, Kevin et Ian.
Wendy se rend au commissariat pour raconter les événements mais la police ne la croit pas au sujet des photos. Ils pensent qu’elle est folle. Kevin lui conseille malgré tout de poursuivre leurs recherches sur les photos.
Il y alors un problème : Wendy ne connaît pas l'identité des deux autres personnes qui suivent sur la liste. C'est à ce moment-là qu'elle voit sur une photo des wagons du parcours de montagnes russes, un bras portant les bracelets de sa sœur. Avec horreur, Wendy comprend que sa sœur est aussi sur la liste, avec une de ses amies. Wendy part retrouver Kevin au tricentenaire de la ville où se trouve Julie, la sœur de Wendy. Un cheval s’emballe et traîne Julie vers une grille à roues, mais Kevin parvient à couper la corde qui était enroulée autour du cou de Julie.
Après que Julie est sauvé, c'est au tour d'une de ses copines à mourir, Wendy comprend que Perry est sur la liste. Cette dernière se fait transpercer par un drapeau.
Wendy sauve Kevin qui allait brûler dans l'explosion d'un barbecue de la fête et comprend que la nature de sa mort a un rapport avec Ian, qui arrive. Des feux d'artifice sont tirés sur un poteau écrit "McKINLEY". Avant que Ian ne puisse réagir, il se fait couper en deux par le poteau qui devrait se dévier à Wendy.

#### Mort possible
Cinq mois plus tard, Wendy a la vision d'un accident du métro où elle se trouve avec Julie et Kevin. Dans sa vision, Julie meurt explosée par une roue de la rame de métro, Kevin broyé contre une paroi du tunnel et Wendy se fait rouler dessus par une autre rame de métro.
Quand elle se réveille, il est trop tard pour sortir et le film s'arrête en faisant entendre les fracas de l'accident.
On peut supposer que Wendy, sachant les évènements dans l'accident, a pu empêcher les morts de Julie, Kevin et elle. Ou bien Wendy survit à l'accident et Julie et Kevin meurent.

#### Intrigues
- Wendy est la cousine de Kimberly Corman l'une des survivantes de Destination finale 2 qui mourut quelques mois avant le début du film. C'est la raison pour laquelle Wendy réagit si bizarrement dès quelle voit le diable sur le parcours de montagnes russes (cela lui faisait penser aux visions de sa cousine).
- La mort de Wendy n'est pas visible dans Destination finale 3. Les réalisateurs affirment qu'elle survit à la fin du film car elle était censée apparaître dans Destination finale 4 bien que ce ne fut pas le cas. Une hypothèse est qu'elle réapparaîtra dans un prochain Destination finale.
- Dans Destination finale 4, le titre du film sur une affiche fictive dans le cinéma est Wendy's save (Wendy est sauvée). Cela pourrait confirmer que Wendy soit bel et bien en vie.

### Ashlyn Halperin
Ashlyn était la meilleure amie d'Ashley Freund . Interprétée par Crystal Lowe, Elle est la 1è ou la 2e survivante à mourir. 

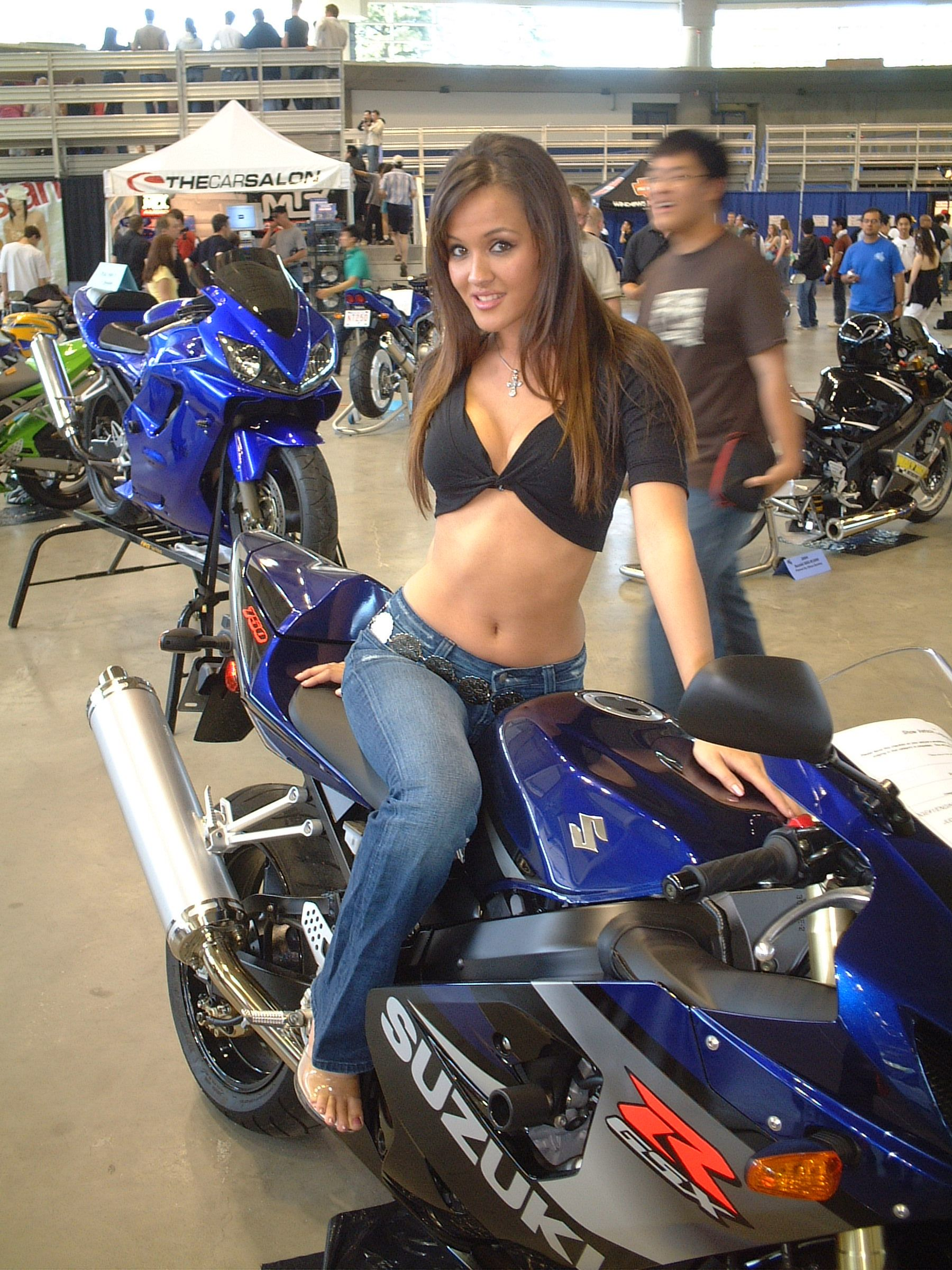
L'actrice Crystal Lowe en 2005.

#### Accident du manège
À la fête foraine, Ashlyn et Ashley était constamment harcelées par Frankie Cheeks, qui finit par s'assoir derrière elles dans les montagnes russes. Dans la vision de Wendy, les trois premières voitures de quatre places chutaient des rails, tuant Carrie et Jason ; 5 autres adolescents et finalement, Ashley, Ashlyn et Frankie. Quand Wendy demanda à descendre, Ashlyn fut forcée de partir et s'éloigna rapidement avec Ashley. Quelques minutes plus tard, Ashlyn assista à l'accident du Manège.

#### Après l'accident
15 jours plus tard, prévoyant d'être bien bronzée pour la remise des diplômes, Ashlyn invita avec Ashley, Wendy qui refusa. Ashley laissa quand même son numéro à Wendy.

#### Mort
Au salon de bronzage, Ashlyn et Ashley laissèrent l'employé discuter dehors en lui disant qu'elles se débrouilleraient toutes seules. Dans la cabine, Ashley déposa sa boisson glacé sur une table, ignorant que le régulateur de la température se trouvait en dessous. Ashlyn décida d'augmenter un peu plus la température et comme elle avait oublié son IPod, Ashley regarda sur une étagère des CD mais ébranla la planche qui se décloua légèrement. Les deux filles s'installent dans les lits de bronzage et attendent.
Dehors le vent pousse une porte qui se referme derrière l'employé qui ne peut plus entrer dans le salon et de l'autre côté, Ashlyn a verrouillé la porte pour que personne n'entre alors qu'elle est nue.
La condensation de la boisson glacée forme une flaque qui tombe de la table et court-circuite le régulateur de température qui commence à augmenter la chaleur. Comme la pièce devenait trop chaude, la climatisation s'activa et le vent fit tomber un porte-manteau déjà alourdi par le sac d'Ashlyn. Le porte-manteau fit tomber un palmier en pot qui décloua complètement la planche à CD. Tombant sur le couvercle du lit d'Ashley, la planche bascula et coinça les deux couvercles des filles à la manière d'un balai dans les portières d'un placard. Wendy tente d'appeler les filles mais tombe sur le répondeur. Ashlyn et son amie sont prises au piège et leur peau commence à rougir et des cloques se forment sur leurs corps. Ashlyn hurle et finalement, les cabines s'enflamment, brûlant vives les deux filles qui voient leur peau griller, leur sang bouillir, leurs organes se consumer, avant de mourir dans d'horribles souffrances, ne laissant d'elles que d'atroces cadavres sous forme de squelettes carbonisés.

#### Mort alternative
Dans une fin alternative, Ashlyn se rend compte plus tôt que la chaleur est trop forte. Elle sort de la cabine mais la planche à CD l'assomme et coince quand même Ashley. Ashlyn revient à elle et enlève la planche, permettant à Ashley de sortir. Ashlyn tire son amie mais le verre sous Ashley se brise et les deux filles sont électrocutées et meurent.

#### Signes/Indices
- - La photo prédisant la mort d'Ashlyn et Ashley est surexposée, rougissant la peau des jeunes filles.
  - À la fête foraine, Ashlyn et Ashley avaient gagné un palmier en plastique. C'est un vrai palmier qui fait tomber la planche à CD.
  - Avant de mourir, les deux filles écoutent Love Rollercoaster de The Ohio Players-. La chanson est ironique car le titre dit "aimer les montagnes russes".
  - L'enseigne du salon de bronzage est "Phoenix", animal associé au feu.
  - Sur la photo, Ashlyn a la tête contre le palmier, indiquant qu'elle va se faire assommer dans une scène supprimée.
  - La boisson que boit Ashley est la fraîcheur. Dans le cas contraire, c'est de la chaleur.
  - Sur sa photo que Wendy a prise, elle est au premier plan et elle est reflétée de lumière Orange.
  - Leur place dans le grand-huit a pour numéro le 5, comme le temps des U.V 1*5*Min 15 min.
  - Quelques mois après sa mort, dans le métro, Wendy voit une affiche de publicité pour le salon de bronzage Phoenix.

### Frankie Cheeks
Interprété par Sam Easton, Il est le 3è survivant à mourir.

#### Dans la vision
Dans la vision de Wendy, les trois premiers wagons de quatre places chutaient des rails, tuant Carrie et Jason; 5 autres étudiants et finalement, Ashley, Ashlyn et Frankie.

#### Mort
Après la cérémonie de la mort d'Ashlyn et Ashley, Wendy et Kevin allèrent dans un fast-food, seulement, un camion les bloque. Wendy aperçoit alors un camion de poubelles sans chauffeur fonçant droit sur eux. Heureusement, ils purent sortir avant que le camion n'écrase la voiture de Kévin, provoquant la mort de Frankie, qui était dans la voiture juste devant celle de Kévin, par une hélice.

### Signes/Indices
Peu de temps avant la mort de Frankie, Wendy et Kevin avaient vus une photo où on voyait Frankie et derrière sa tête il avait un ventilateur, ce qui prédisait sa mort.

### Lewis Romero
Lewis est un survivant de Destination finale 3. Interprété par Texas Battle, Il est le 4e survivant à mourir.

#### Dans la vision
Dans la vision de Wendy, Après Jason ; Carrie ; 5 autres étudiants ; Ashley ; Ashlyn et Frankie, Lewis meurt en tombant de son siège.

#### Mort
Plusieurs jours après la mort de Frankie, Wendy et Kevin allèrent rendre visite à Lewis dans un camp d'entraînement de football où s'entraîne Lewis. Kévin lui explique, mais Lewis ne le croit pas. Ce dernier meurt entre deux poids.

### Erin Ulmer
Erin était la petite amie de Ian McKinley et une survivante de Destination finale 3. Interprétée par Alexz Johnson, Elle est la 5e survivante à mourir. 

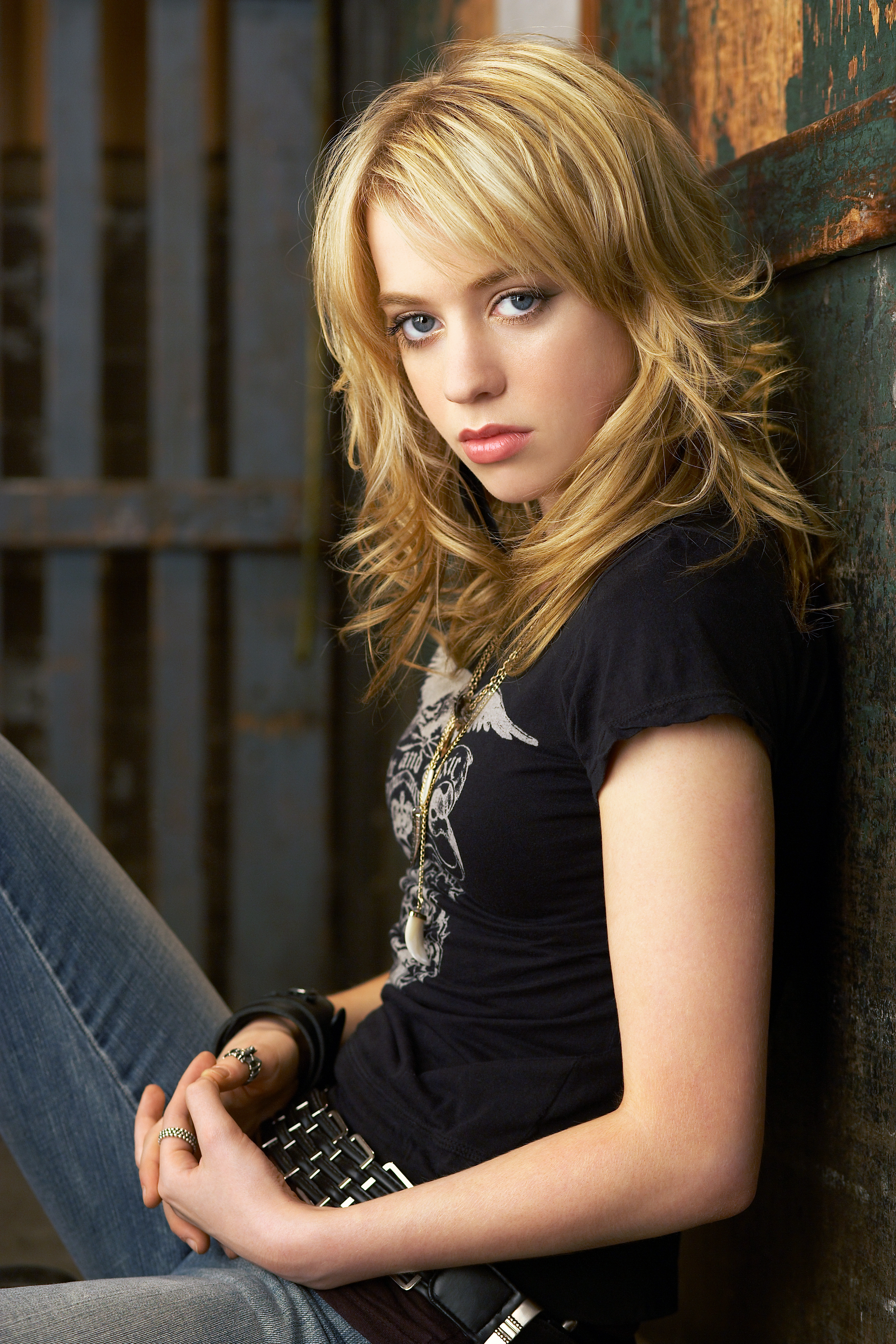
L'actrice Alexz Johnson

#### Dans la vision
Dans la vision de Wendy, Erin était assise à côté de Ian dans les montagnes russes. Après les morts de Carrie, Jason, Ashlyn, Ashley, Frankie et Lewis, le train des montagnes russes s'est arrêté à l'envers et Erin fut pendue par les bras. Elle finit par lâcher prise et mourût en s'écrasant au sol avec Ian et deux autres inconnues.

#### Mort
Après la mort de Lewis, Wendy et Kevin allèrent rendre visite à Erin et Ian à leur lieu de travail, un magasin de bricolage. Le plan de la mort était d'écraser Ian sous une tonne de planches de bois mais Wendy le sauva. Un morceau de bois perça un ballon d'air qui déversa de la sciure sur le visage d'Erin. Cette dernière tomba à la renverse et sa tête atterrit contre un pistolet à clou qui s'actionna et la tua en lui plantant des clous dans la tête...
Après cela, Ian reprochera la mort d'Erin à Wendy.

### Perry Malinowski
Perry est une amie de Julie, interprétée par Maggie Ma.

#### Mort
Après que Julie soit sauvée, c'est au tour d'une de ses copines de mourir. Wendy comprend que Perry est sur la liste. Cette dernière se fait transpercer par un drapeau.

### Ian McKinley
Ian est un survivant de Destination finale 3. Interprété par Kris Lemche, Il est le septième survivant à mourir.

#### Mort
Après que Julie et Kévin sont sauvés, c'est Wendy la prochaine sur la liste. Elle comprend que la nature de sa mort a un rapport avec Ian, qui arrive. Des feux d'artifice sont tirés sur un poteau écrit "McKINLEY". Avant que Ian ne puisse réagir, il se fait couper en deux par le poteau, qui devait se dévier à Wendy.

## Destination finale 4

### Janet Cunningham
Janet Cunningham est un personnage fictif de la série cinématographique des Destination finale, interprété par Haley Webb. Elle est présente dans Destination finale 4 et Destination finale 5, mais seulement dans le générique de fin, quand défile la liste des personnes que la Mort tue. Elle est la huitième survivante de la course automobile à mourir.

#### Description physique
Janet a les cheveux très bruns, bouclés, quand elle va au centre commercial et raides à la course de voiture.
Elle a les yeux bleus, s'habille sobrement.

#### Biographie
Janet a résidé à "MacKinley", en Pennsylvanie. Elle est très sensible et réaliste. Elle fut la petite amie de Hunt, avant de rompre. Elle est la meilleure amie de Lori et de Nick. Elle fréquente le lycée avec eux.
Elle va avec eux à la course de "Speedway".

#### Apparitions dans le film
Janet est vue pour la première fois dans la tribune 180 du circuit de course de voiture. On comprend qu'elle a une relation bancale avec Hunt. Elle est assise au-dessus d'Andy Kewzer et de Nadya Monroy, ainsi que de Samantha Lane.
Quand la vision de Nick commence, un pneu décapite Nadya Monroy. Peu après, Carter Daniels et sa femme sont coupés en deux par une bande de grillage projetée vers eux. Samantha Lane meurt le ventre écrasé par un moteur projeté vers elle. Andy Kewzer glisse sur un banc cassé et s'empale sur un bout de bois qui lui ressort par la bouche.
Dans la cohue, Janet et Hunt sont séparés de Lori et Nick, qui vont dans la direction que leur indique George Lanter, le gardien du circuit. Janet et Hunt essayent de les rejoindre mais sont écrasés par les décombres des tribunes supérieures.
À la fin de sa vision, Nick fait sortir du monde, dont Janet qui assiste alors à la mort de Nadya Monroy, qui a beau être sortie du circuit et être allée à l'extérieur, un pneu de voiture est éjecté et la décapite. Janet est la plus touchée par cette mort et par les évènements. D'ailleurs, elle refuse d'aller à la cérémonie au mémorial.
Le lendemain, avec son chien, elle apprend aux nouvelles que Carter Daniels est mort et informe Lorie de cela. Nick et Lori invitent Janet et Hunt chez eux pour leur faire part de leur théorie comme quoi la Mort essaye de les tuer, car Samantha Lane vient de mourir à son tour. Janet s'en va, très perturbée, tandis que Hunt va à la piscine pour profiter des derniers instants de sa vie, même s'il n'en croit pas un mot.
Andy Kewzer meurt peu après, sous les yeux de Nick, Lori et George, qu'ils ont contacté. C'est la qu'ils se posent une question : qui est le prochain ? Car dans la vision, Janet et Hunt mouraient en même temps. Nick part donc trouver Hunt et Lori, avec George, va trouver Janet.
Cette dernière est à un lave-auto et après plusieurs court-circuits se retrouve piégée à l'intérieur, dans l'eau, comme dans la vision que vient d'avoir Nick. Le toit de la voiture de Janet s'ouvre légèrement et au-dessus, une canalisation se rompt et déverse un flot continu d'eau dans l'habitacle de la voiture. Les portières sont fermées et finalement, pour ne pas être noyée, Janet passe sa tête par l'ouverture du toit. Elle s'y retrouve coincée ; le tapis roulant sous la voiture refonctionne ; elle va droit vers un rouleau censé nettoyer le toit de la voiture, Janet étant à cet endroit. Finalement, elle est sauvée par George et Lori qui poussent avec leur voiture celle de Janet et l'extirpe à temps avant qu'une canalisation ne s'écrase sur sa voiture tandis que Hunt meurt de son côté.
George tente par la suite de se suicider, mais puisque cela ne fonctionne pas, Nick et Lori en déduisent que c'est fini. Plusieurs jours plus tard, Lori et Janet vont au cinéma du centre commercial, mais Nick comprend que c'était au tour du cow-boy du circuit de mourir quand George a tenté de se suicider. Il va à l'hôpital, où se trouve le cow-boy mais celui-ci meurt écrasé par une baignoire tombant de l'étage du dessus. George meurt ensuite renversé par une ambulance.
Nick va ensuite tenter de sauver Lori et Janet, car il pense que c'est leur tour. Dans la salle de cinéma où se trouve ces dernières, un incendie se déclare, de l'autre côté du mur, derrière l'écran. Nick persuade Lori de partir tandis que Janet reste, désirant que tout s'arrête et ne prenant pas en considération les avertissements de ses amis. Une explosion a lieu et projette à travers la salle une lame métallique dans le ventre de Janet. Nick et Lori s'enfuient et une autre explosion achève Janet. Lori meurt broyée dans le mécanisme de l'escalator.
Nick se réveille, comprenant que ce n'était qu'une vision et assiste de nouveau à la mort de George. Il parvient ensuite à sauver Lori et Janet en éteignant l'incendie. Janet s'en sort encore une fois, sauvée par l'un de ses amis.

#### Mort
Plusieurs jours après, Nick, Lori et Janet vont prendre un verre dans un bar, le même qu'après l'accident. Nick voit de nombreux signes de leur mort prochaine et explique, mais pas assez vite, la théorie que leur véritable mort est maintenant, et pas au lave-auto ou au centre commercial. À l'extérieur, un échafaudage s'effondre sur la route, provoquant ainsi l'enfoncement d'un camion dans le bar. En image virtuelle, on voit Janet se faire rouler dessus par le camion, fracturant sa colonne vertébrale et lui brisant le dos.
Dans une fin alternative, Nick meurt en se suicidant pour laisser la vie sauve à Lorie et Janet, mais quand Janet et Lori sortent du centre commercial, elles sont écrasées par une plate-forme tombant du haut d'un immeuble.

#### Signes/Indices
- Le camion qui rentre dans le bar est le même que celui que conduisait Carter Daniels.
- Nick voit une femme lire une revue dont la couverture est celle de l'affiche du film qu'allaient voir Janet et Lori.
- Dans le réfrigérateur du bar, il y a un autocollant de la marque de bière de Destination finale 2 et Destination finale 3
- Nick remarque qu'un téléviseur est allumé et diffuse une course du même type que celle à laquelle ils ont échappé.
- Nick voit une carte postale montrant la piscine où Hunt est mort.
- Dans la vision de Nick de la mort de Hunt et de Janet, il voyait des vitres de voiture en train d'être nettoyées, ainsi que des canalisations, des choses du lave-auto.
- Dans le lave-auto, Janet portait une chemise avec le numéro 45, le même que la voiture ayant commencé l'accident à la course de voitures.
- Dans le centre commercial, Janet a été ennuyée par un homme jouant avec un hélicoptère télécommandé, lui soufflant ses cheveux, comme dans la vision de sa mort dans la salle de cinéma.
- Dans le lave-auto, Janet portait une chemise avec un 45 dessus. Le cinq indique qu'elle devait être le cinquième survivant à mourir.
- Une petite voiture tamponne Lori et c'est le numéro 6 comme à la course.

#### Infos et Anecdotes
- Janet a plusieurs similitudes avec Julie Christiensen, de Destination finale 3 : elles sont toutes les deux sauvées, Julie d'une grille à herse, Janet d'un lave-auto ; elles sont toutes les deux le troisième personnage principal de leur film et sont toutes les deux tuées les premières des trois dans leur film respectif.
- Janet a survécu à plusieurs morts avant de mourir, d'abord elle faillit mourir dans l'accident du circuit, noyée dans sa voiture, la tête broyée par un rouleau de lave-auto, écrasée par une canalisation et à l'explosion du cinéma.

### Hunt Wynorski
Hunt est un personnage de Destination finale 4. Il est joué par Nick Zano. 

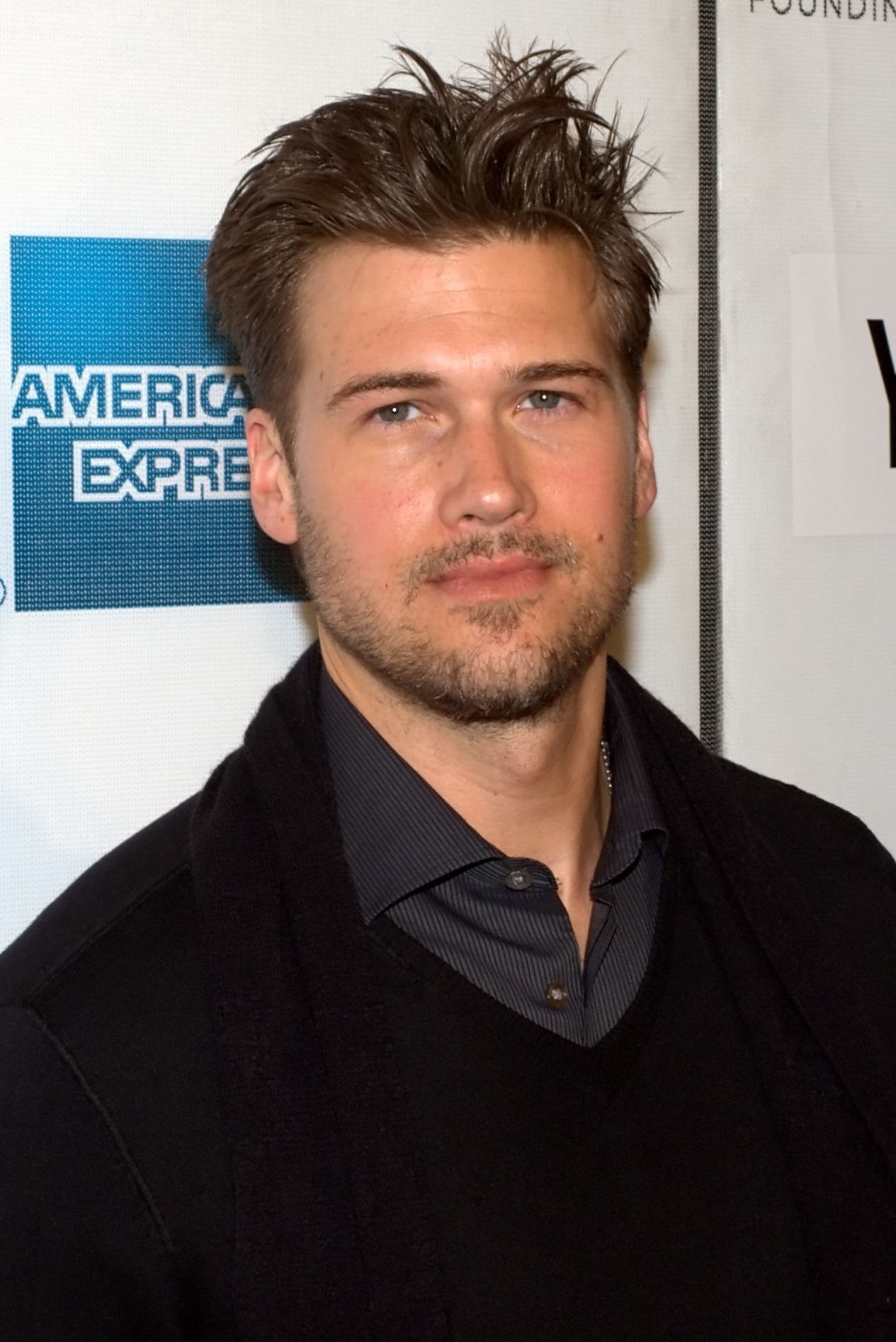
L'acteur Nick Zano, interprète de Hunt

Il est le cinquième survivant à mourir.

#### Survivant du circuit
Alors qu'il est avec sa petite amie Janet et ses amis Nick et Lori, Hunt assiste à l'accident du circuit de course. Dans la vision de Nick, Hunt meurt en même temps que Janet, écrasé par un bloc de béton, après les morts de Nadia Monroy (décapitée par un pneu de voiture), Carter Daniels et sa femme (coupés en deux par un grillage projeté), Samantha Lane (écrasée par un moteur de voiture) et Andy Kewzer (empalé sur un bout de banc). Quand Nick se réveille, Hunt le suit et sort du circuit avec les morts de la vision, à l'exception de la femme de Carter Daniels. L'accident a lieu et la Mort se rattrape tout de suite en décapitant Nadia Monroy avec un pneu éjecté du circuit sous les yeux d'Hunt et de ses amis.

#### Après l'accident
Hunt se réunit avec ses amis dans un bar mais refuse, de-même que Janet, d'aller à la commémoration. Après la mort de Samantha Lane, Hunt est averti par Nick et Lori du fait que la Mort est en train de les poursuivre. Hunt n'y croit pas mais leur promet de faire attention.
Après le décès d'Andy Kewzer, c'est maintenant le tour de Hunt et Janet. Cette dernière est sauvée par Lori et George mais Nick n'arrive pas à trouver Hunt...

#### Mort
À la piscine, Hunt s'apprête à décrocher son téléphone et à recevoir l'avertissement de Nick mais un enfant l'arrose avec un fusil à eau, court-circuitant le téléphone. Hunt se fâche et jette le fusil dans un local. Dans le local, le fusil enclenche le levier commandant le drainage de la piscine. Le siphon commence à drainer l'eau au fond de la piscine. Dans le terrain de golf d'à côté, une balle tombe sur Hunt qui lâche sa pièce porte-bonheur. Cette dernière tombe dans la piscine. Hunt nage en apnée pour la récupérer mais le siphon l'aspire et Hunt le bouche. Le pression commence à augmenter tandis que Nick arrive à la piscine. Hunt commence à se noyer mais la pression est trop forte et ses organes sont aspirés dans le siphon qui les recrache sous les yeux des gens horrifiés. Au milieu des lambeaux de chairs est aperçu la pièce porte-bonheur de Hunt.

#### Mort alternative
Toujours coincés dans la piscine, Hunt cherche désespérément à remonter. Un enfant jette ses anneaux en plastique dans la piscine où ils tombent sur un matelas gonflable. Le matelas coule et Hunt se sert de l'air contenu à l'intérieur pour respirer. Dans le terrain de golf, la pédale d'accélération d'une voiture est actionnée par la chute d'un sac de club. 
La voiture cogne un lampadaire qui tombe électrisant le local contrôlant le siphon. La pression monte encore plus vite, broyant les organes de Hunt à l'intérieur de lui-même. Son sang est évacué dans l'eau de la piscine.

#### Signes/Indices
- Janet et Hunt devaient mourir en même temps. Chacun de leur côté, ils faillirent se noyer.
- Janet fit tomber une pièce de monnaie quand elle allait dans le lave-auto, de même que Hunt quelques secondes plus tard.
- Comme Hunt perd sa pièce porte-bonheur, sa chance tourne et il meurt.
- En quittant Nick et Lori, Hunt leur a dit que si c'était son dernier jour, il devrait en profiter pour faire l'amour. Ironiquement, la dernière chose qu'il fait est d'avoir des rapports sexuels.

### Samantha Lane
Samantha Lane est un personnage de la série cinématique des Destination finale, incarné par Krista Allen. Elle apparaît dans Destination finale 4 et dans des images d'archive dans le générique de fin de Destination finale 5. C'est une mère de famille et une survivante de l'accident du "MacKinley Speedway". Elle est le troisième survivant à mourir.

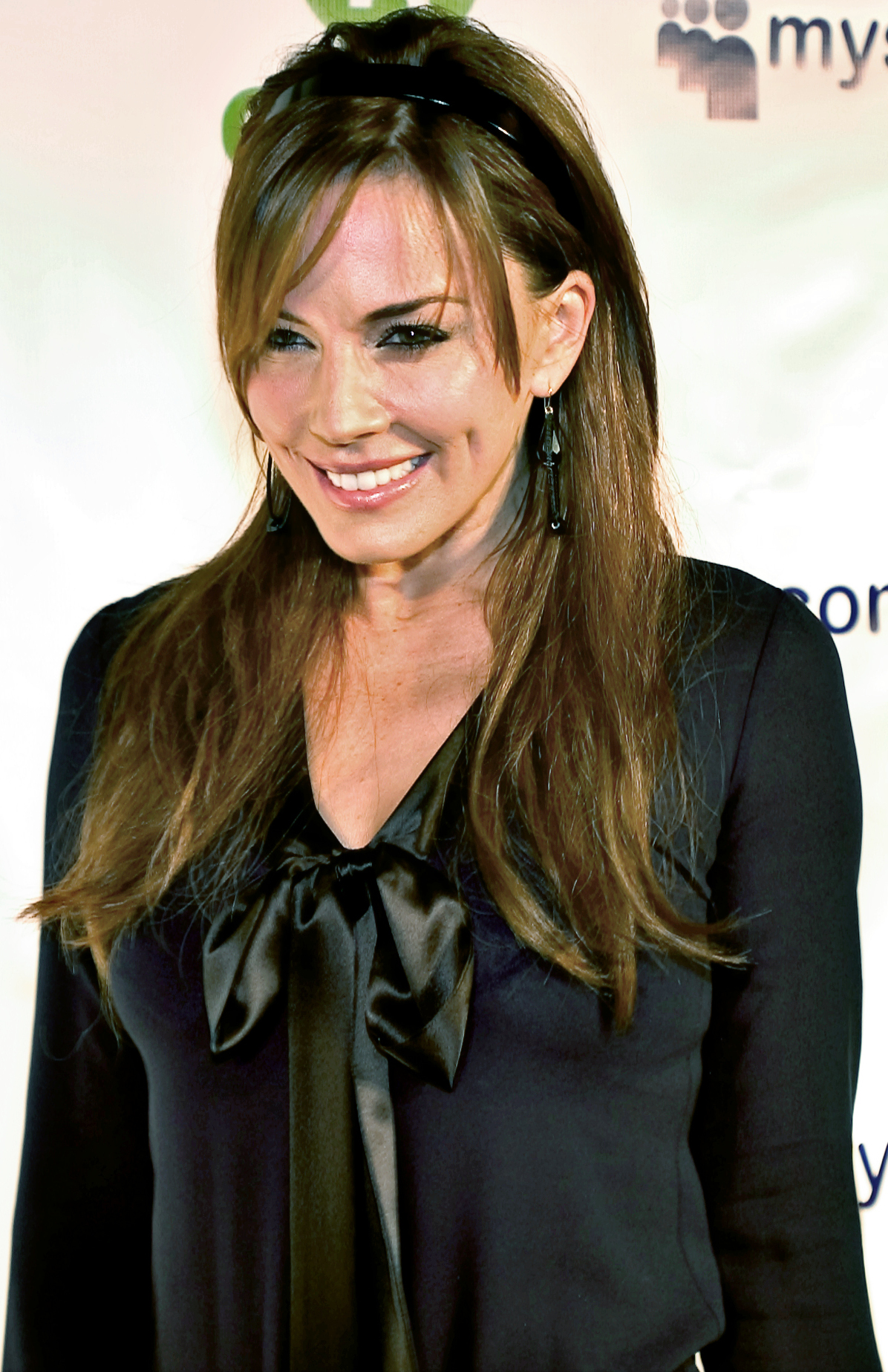
L'actrice Krista Allen, qui interprète le personnage de Samantha Lane

#### Description physique
Samantha est brune, elle a les yeux caramels, est belle et s'habille d'un style sobre.
Elle se fera faire une nouvelle coiffure pour une sortie en ville avec des copines.

#### Biographie
Samantha a résidé à Lakeview, à New York.
Elle est très sensible et choyée.
Elle est mariée et a des garçons.
Elle va au "MacKinley Speedway" pour assister à une course avec sa famille.

#### Apparitions dans le film
Elle apparaît pour la première fois quelques bancs en dessous de la tribune 180, en train de mettre des tampons dans les oreilles de ses enfants pour que le bruit des voitures ne les gêne pas.
Quand la vision de Nick commence, Nadya Monroy meurt décapitée par un pneu de voiture. Samantha, accompagnée par son mari et ses enfants, essaye de sortir des tribunes mais, à cause de la cohue, est séparée de sa famille.
Carter Daniels et sa femme meurent alors quand une bande du grillage des barrières du circuit les coupe en deux tous les deux.
Samantha est prise dans la cohue, tombe sur les marches sur le ventre, se retourne et voit avec horreur un moteur jaillir d'une voiture carbonisée pour venir lui écraser le ventre.
Quand Nick sort de sa torpeur, il déclenche involontairement une bagarre, ce qui amuse les enfants de Samantha et oblige cette dernière à sortir du circuit.
Elle survit donc à l'accident.
Elle va à la cérémonie pour remercier Nick car c'est grâce à lui qu'elle est toujours vivante.
Dans la nuit, Carter Daniels meurt brûlé vif.
Le lendemain, Samantha se rend dans un salon de beauté pour se faire une nouvelle coupe de cheveux en prévision d'une soirée entre filles. Elle envoie ses enfants s'amuser dans un salon de jeux vidéo pour être tranquille. Dans le salon de beauté, elle apprend que son coiffeur, Richard, est absent car il habite dans la même rue que Carter Daniels. Samantha finit par décrocher une séance avec une coiffeuse nommée Dee-Dee. Elle commence la séance et se fait plaisir.

#### Mort
Samantha s'installe sur un siège, dont le mécanisme de redressement est défectueux, après un relâchement qui la fait descendre brutalement, Dee-Dee le remet en place, mais ni elle, ni Samantha ne se rendent compte qu'il se décoince lentement. Son fauteuil est placé face à un miroir et sous un ventilateur placé sur le plafond. Charlène, la patronne du salon de beauté laisse son balai contre une étagère où sont placés des produits cosmétiques. Le balai glisse et coulisse contre l'étagère, faisant tomber un produit cosmétique sur le système de pompe d'un récipient contenant du gel pour les cheveux, faisant jaillir le gel. Ce dernier forme une flaque glissante sur le sol. Au-dessus de Samantha, le ventilateur commence à se détacher, les pales de l'hélice étant pointues. Samantha avait demandé un verre d'eau et le pose sur la table devant elle. Au passage, l'eau a goutté sur l'appareil faisant les boucles de cheveux, le court-circuitant. La condensation forme une flaque autour du verre et une bonbonne de laque glisse sur la surface mouillée pour se coincer entre les deux plaques de l'appareil à boucles. La bonbonne étant inflammable, elle commence à noircir. Le fauteuil se décoince brutalement, mais Samantha n'est pas blessée par les ciseaux que manie Dee-Dee. Les enfants de Samantha entrent en courant dans le salon, glissent sur la flaque de gel et détournent leur mère du miroir. La bonbonne fait l'effet d'une fusée, part dans les airs, donne un coup fatal au ventilateur qui tombe presque sur Samantha, cette dernière en sort indemne.
Samantha règle ce qu'elle doit à Charlène et s'apprête à sortir mais se retourne vers l'intérieur du magasin car ses enfants ne la suivent pas. Elle laisse la porte ouverte et dehors, sur un espace vert, un homme passant la tondeuse passe sur un caillou qu'a jeté l'un des enfants de Samantha. Cette dernière se retourne vers l'extérieur. La pression du moteur thermique de la tondeuse envoie le caillou transpercer l’œil droit de Samantha, la tuant sur le coup.
On voit une photo d'elle dans le journal que tient Hunt et un article sur son décès.

#### Signes/Indices
- Son visage était défiguré dans la vision à la suite de sa chute sur les marches de la tribune et dans la réalité aussi.
- Nick a, peu avant la mort de Samantha, la vision de quelqu'un dont l’œil est transpercé par une pierre.
- Juste avant sa mort, Samantha dit à ses enfants "Je ne vous quitte pas des yeux tous les deux !". La phrase est ironique car, quelques secondes plus tard, Samantha n'a plus qu'un œil.
- Le salon de beauté ferme à 18h00. C'est un rappel du nombre de la Mort : 180.
- Quand Nick a la vision de la mort de Samantha, c'est en regardant un ventilateur avec un tas de pierre à côté.
- Dee-Dee, la coiffeuse, vise avec ses ciseaux l’œil droit de Samantha, préfigurant sa mort.
- Après la vision de la mort de Carter Daniels (l'homme mourant avant Samantha) par Nick, un couteau à papier tombe de la commode et se plante dans une photo de Nick et de Lorie. Le couteau tombe sur l’œil de Lorie, indiquant que quelqu'un va mourir l’œil crevé.
- Les deux fils de Samantha ont sur leurs maillots de sport les nombres 9 et 20. 9x20=180.

#### Infos et Anecdotes
- Samantha est la troisième personne, chronologiquement, à mourir d'une mort impliquant l’œil droit, la première étant Olivia Castle et le second Evan Lewis.

## Destination finale 5

### Olivia Castle
Olivia Castle apparaît seulement dans Destination finale 5. Elle est le troisième survivant de l'effondrement du pont à mourir.

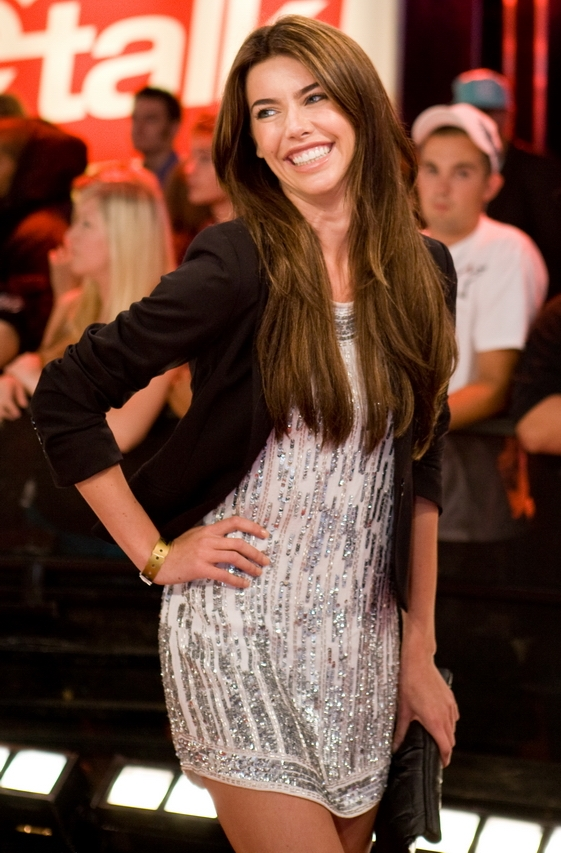
L'actrice Jacqueline MacInnes Wood

Olivia a résidé à New York et est allée sur le manège du diable où aura lieu l'accident de Destination finale 3 . Elle est assistante de bureau dans la division de vente dans l'entreprise "Presage Paper". Elle est donc collègue de Sam Laxton, Molly Harper, Peter Friedkin, Candice Hooper, Nathan Sears et Isaac Palmer. Olivia est l'employée de Dennis Lapman.
Elle fait partie des employés désignés pour faire un séminaire.

#### Apparitions dans le film
Lors de la scène d'ouverture, sur le parking de "Presage Paper", on la voit descendre de la camionnette de son petit ami. Ce dernier lui donne ses lunettes qu'elle a oubliées. Elle lui dit d'ailleurs qu'elle aimerait bien les oublier. Olivia explique ainsi qu'elle trouve que ses lunettes l'enlaidissent.
Elle s'éloigne ensuite de la camionnette, fait du charme à Peter et se fait réprimander par Candice, la petite amie de ce dernier.
Olivia monte dans le bus et s'assoit à côté de Molly. Le bus les conduit au pont de "North Bay". Sam a alors la vision du pont qui s'effondre.
Dans la vision, Olivia est la quatrième à descendre du bus, après Sam, Molly, Peter et Candice. Candice meurt, Isaac ensuite. Sans se préoccuper d'eux, Olivia part vers l'extrémité du pont mais perd ses lunettes, ce qui la ralentit et l'empêche d'avancer. Une brèche se forme devant elle et Sam fait passer Molly avant d'aller l'aider à passer sur une poutrelle séparée en deux morceaux. Elle arrive à genoux au bout mais la poutrelle est désaxée et elle tombe dans les flots avant qu'une voiture lui écrase la tête.
À son réveil, Sam demande à sortir du bus et est suivi par Molly, Peter et Candice avant qu'Olivia descende pour voir ce qu'il se passe. Le pont entame alors son effondrement et elle s'enfuit.
Elle a donc survécu alors qu'elle devait mourir.
On la voit ensuite à l'enterrement des employés.
Candice meurt par la suite, après la mort de celle-ci, Olivia explique que cela ne l'étonne pas qu'elle soit morte à cause de sa profession de gymnaste. Elle estime que cela devrait se produire plus souvent, à la suite des figures incroyables que celles-ci pratiquent.

#### Mort
Au bureau, avant la mort d'Isaac, elle casse sa photo et la fissure du verre part de son œil. Elle pense que c'est un signe et va donc à une clinique spécialisée dans les opérations de l'œil, la chirurgie « LASIK ».
Elle jette ses lunettes et pose son verre d'eau sur un refroidisseur d'eau et va ensuite dans la pièce suivante.
Elle se rend compte que l'opération va se faire au laser et par une machine. Elle voit alors des ours en peluche prévus pour le stress des patients et en prend un. Elle s'allonge sur la table en face de la baie vitrée du sixième étage. Sa tête est bloquée par le médecin, un outil en métal lui maintient les paupières ouvertes tandis qu'il lui administre un produit pour que son œil ne se dessèche pas.
Le médecin s'aperçoit qu'il manque des informations sur le fichiers d'Olivia et il s'en va. Olivia, à cause du stress, fait sauter l'œil en verre de son ours, œil qui tombe par terre. De l'autre côté du mur, son gobelet se renverse et mouille une prise électrique. Un court-circuit se déclenche et la puissance du laser éteint ne cesse d'augmenter en faisant des bruits. Olivia essaye d'attraper le boîtier de secours, consciente qu'il se passe quelque chose d'anormal, mais le fait tomber sur la face où il y a le bouton d'activation du laser. Le laser s'active brusquement et commence à tracer sur l'œil d'Olivia un sillon brûlant, la rendant aveugle de cet œil au fur et à mesure. Elle hurle mais personne ne l'entend. Elle ne peut pas bouger à cause des pinces bloquant sa tête.
Sam et Molly arrive dans le hall, eux et le médecin se dirigent vers la pièce où se déroule l'opération, alertés par les hurlements d'Olivia. Au moment où ils entrent, Olivia descend de la table, crie à l'aide, son œil droit aveugle, glisse sur l'œil de verre de son ours en peluche à cause de ses talons-aiguilles, passe par la baie vitrée et se défenestre accidentellement sous les yeux de Sam et Molly, ainsi que du médecin.
Elle atterrit sur le pare-brise d'une voiture et son œil saute pour rouler sur la route et se faire écraser par une autre voiture.
Après sa mort, l'agent Block interroge Sam et Molly sur Olivia en leur disant qu'il sait qu'il ne sont pas à l'origine des décès.

#### Indices/Signes
- Quand elle arrive à la clinique, le médecin lui dit : "Qu'est-ce qui vous a décidé à venir faire un saut ici aujourd'hui ?". En effet, Olivia meurt défenestrée.
- L'œil de verre de l'ours en peluche, celui qui se déboîte du nounours, est le même que celui d'Olivia.
- Dans la vision, elle meurt quand une voiture lui tombe dessus depuis le pont. Dans la réalité, c'est l'inverse, elle tombe sur une voiture.
- Ses derniers mots, dans la réalité comme dans la vision, sont des appels à l'aide.
- Le verre de sa photo de bureau est fissuré sur son œil. Le pare-brise de la voiture sur laquelle elle tombe, est fissuré de la même manière après l'impact.
- Son pendentif, à la clinique, est en forme d'ovale, d'orbite vide.

### Candice Hooper
Candice Hooper est interprétée par Ellen Wroe. Elle apparaît seulement dans Destination finale 5. Elle est le premier survivant de l'effondrement du pont à mourir.

#### Biographie
Candice a résidé à New York. Elle est de nature très enthousiaste, sympathique...
Elle est étudiante à l'université et est gymnaste. Elle travaille en tant que stagiaire à l'entreprise "Presage Paper", où travaillent également Peter Friedkin son petit ami, Sam Laxton, Molly Harper, Olivia Castle, Nathan Sears et Isaac Palmer. Elle est une des employées de Dennis Lapman. Elle est qualifiée pour aller faire un séminaire avec ses collègues.

#### Apparitions dans le film
À son arrivée à l'entreprise, elle embrasse son petit ami Peter, n'aimant pas tellement le fait de ne pouvoir profiter de sa relation parce qu'elle est stagiaire. Après qu'Olivia a fait un peu de charme à Peter, elle la gronde.
Elle monte dans le bus qui doit les conduire, elle et ses collègues, au séminaire. Dans le bus, elle s'assoit à côté de Peter. Elle explique également à Nathan qu'elle fait tourner un élastique autour de son poignet, c'est un tic qui la calme.Le bus arrive au pont de North Bay et Sam a la vision de l'effondrement du pont. Dedans, Candice est la troisième à descendre du bus, après Sam et Molly. Quand elle descend, elle est emportée dans son élan vers la rambarde de sécurité sous les yeux de Peter, descendu en cinquième, après Olivia. La faille l'entoure et elle tombe finalement du pont pour aller se faire transpercer le dos et le ventre sur le mat d'un voilier.
À son réveil, Sam descend à l'avance du bus avec Molly suivis de Peter à la demande de Dennis. S'inquiétant pour Sam, Candice descend du bus. Le pont commence à s'effondrer et elle s'enfuit et demeure vivante.
On la voit à l'enterrement des employés avec Peter.

#### Mort
Après l'enterrement, elle va au gymnase avec Peter et se met en tenue pendant qu'un homme allume un ventilateur portatif au milieu du praticable. Candice se plaint de la chaleur du gymnase et des techniciens réparent la ventilation et, du plafond, la condensation entraînée par les ventilateurs fait tomber des gouttes sur les tapis au point de former une flaque à côté d'un fil électrique. Peter s'installe dans les gradins.
Le mouvement d'un ventilateur du plafond fait se détacher une vis qui tombe sur la poutre d'équilibre. Candice prend de la magnésie et va faire son entraînement sur la poutre, n'apercevant pas la vis, passant à côté systématiquement. Elle descend finalement, passe à côté du fil électrique et va pratiquer les barres asymétriques. Une autre fille se met sur la poutre et une vis de la barre asymétrique se dévisse lentement, déstabilisant au fur et à mesure la barre.
L'autre fille sur la poutre d'équilibre se plante finalement, à la suite d'une roue arrière, la vis dans le talon. Elle tombe et renverse le récipient à magnésie, la poudre s'envolant dans le sillage du ventilateur portatif, droit vers Candice. Cette dernière est aveuglée pendant qu'elle fait sa figure. Candice lâche la barre et s'écrase au sol, le corps refusant de glisser à cause de la magnésie qui s'est déposée sur son corps. Son corps se plie en deux sous la violence du choc, sous les yeux de Peter et de ses camarades de gymnastique.
Peter et ses amis boivent à sa santé plusieurs jours après sa mort.